# 川上洸
川上 洸（かわかみ たけし、1926年 - ）は、日本の翻訳家。

## 人物
1926年、ソウル（京城府）に生まれる。東京大学文学部言語学科卒業。
ソビエト連邦大使館に勤務する。ノーボスチ社東京支局に勤務する。
1951年頃より、ロシア語およびポーランド語や英語の文章からの翻訳に、従事する。ポーランドの映画化された小説『灰とダイヤモンド』の訳者である。ソビエト体制側から書かれた書物の翻訳出版のほか、ソビエト体制の非人間性を告発した書物の翻訳出版も行っている。

## 著書
- 『ソヴェトの地理』理論社　1952　ソヴェトを知るために
- 『自然の改造』理論社　1953　ソヴェトを知るために

### 翻訳
- ユーリイ・トリーフォノフ『モスクワの青春』三一書房　1951
- レーニン『社会主義と戦争 他十七篇』川内唯彦共訳　国民文庫 1953
- 国際学生連盟編『世界の学生運動』国民文庫、1954
- イリヤ・エレンブルグ『人は生きることを望んでいる』訳編　新潮社　1954
- ザハルチェンコ『未来への旅』理論社　科学の仲間 1955
- ザハルチェンコ『未来への旅 オートメーションから宇宙旅行まで』理論社　1957
- エフレーモフ『アンドロメダ時代 大星雲への旅』理論社　1959 『アンドロメダ星雲への旅』改題
- イェジェイ・アンジェイェフスキー『灰とダイヤモンド』三一書房　1961　のち旺文社文庫、岩波文庫
- アルブーゾフ『イルクーツク物語』泉三太郎共訳　未来社　1962　てすぴす叢書
- グラーニン『雷雲への挑戦』新しいソビエトの文学　勁草書房　1968
- ソ連邦科学アカデミー哲学研究所編『マルクス=レーニン主義哲学の基礎』大谷孝雄共訳　青木書店　1974-75
- スミルノーフ,ザイツェフ『東京裁判』直野敦共訳 大月書店　1980
- ノーボスチ通信社『ソ連より日本人へ 北方領土が還ったら我々に何をしてくれるのか?』新森書房　1991
- レフ・スハーノフ『ボスとしてのエリツィン ロシア大統領補佐官の記録』同文書院インターナショナル　1993
- デーヴィド・ホロウェイ『スターリンと原爆』松本幸重共訳　大月書店　1997
- マーク・スタインバーグ,ヴラジーミル・フルスタリョーフ編『ロマーノフ王朝滅亡 革命期の政治の夢と個人の苦闘』大月書店　1997
- ジョナサン・シェル『核のボタンに手をかけた男たち』大月書店　1998
- リチャード・ブライトマン『封印されたホロコースト ローズヴェルト、チャーチルはどこまで知っていたか』大月書店 2000
- アーチ・ゲッティ,オレグ・V.ナウーモフ編『大粛清への道 ソ連極秘資料集 スターリンとボリシェヴィキの自壊1932-1939年』萩原直共訳　大月書店　2001
- アントニー・ビーヴァー『ベルリン陥落 1945』白水社　2004
- アン・アプルボーム『グラーグ ソ連集中収容所の歴史』白水社　2006
- アントニー・ビーヴァー著 リューバ・ヴィノグラードヴァ編『赤軍記者グロースマン 独ソ戦取材ノート1941-45』白水社　2007
- ロドリク・ブレースウェート『モスクワ攻防1941 戦時下の都市と住民』白水社　2008